# Гаврилов, Пётр Иванович (лётчик)
Пётр Иванович Гаврилов (1907—1989) — советский военный лётчик. Участник боёв на Халхин-Голе и Великой Отечественной войны. Герой Советского Союза (1943). Гвардии подполковник.

## Биография
Пётр Иванович Гаврилов родился 16 (29) июня 1907 года в рыбацком посёлке Зюйд-Остов Култук Джеватского уезда Бакинской губернии Российской империи в семье рабочего. Русский. По окончании 5 классов школы работал в рыбацкой артели. В 1929 году Пётр Иванович добровольцем вступил в Рабоче-крестьянскую Красную Армию. В 1934 году закончил Качинскую военную авиационную школу пилотов. С весны 1938 года служил лётчиком в 32-м бомбардировочном авиационном полку Забайкальского военного округа. Летом 1939 года П. И. Гаврилов участвовал в боях на Халхин-Голе. Был награждён орденом Красного Знамени. Перед войной полк дислоцировался на аэродроме Бада Читинской области (ныне Забайкальского края).
В боях с немецко-фашистскими захватчиками капитан П. И. Гаврилов с 16 июля 1941 года в составе 28-й смешанной авиационной дивизии Западного фронта. В годы войны сражался на самолётах СБ и Пе-2. В первые месяцы войны полк понёс тяжёлые потери и в конце сентября 1941 года был выведен на переформирование и перевооружение. Лётный состав прошёл переобучение на самолётах Пе-2. Вновь в действующей армии капитан П. И. Гаврилов с 6 июля 1942 года в должности командира эскадрильи в составе 284-й бомбардировочной авиационной дивизии 15-й воздушной армии Брянского фронта. Участвовал в Воронежско-Ворошиловградской операции. В ноябре 1942 года 32-й бомбардировочный авиационный полк был выведен из состава 284-й бомбардировочной авиационной дивизии и преобразован в 32-й отдельный разведывательный авиационный полк. В качестве воздушного разведчика Пётр Иванович принимал участие в Воронежско-Касторненской и Малоархангельской операциях. Капитан Гаврилов выполнял самые сложные задания командования, совершал полёты в любых метеоусловиях. К марту 1943 года он стал лучшим разведчиком полка, а вскоре ему было присвоено очередное воинское звание — майор.
Собранные экипажами полка разведданные о перемещении и сосредоточении войск противника на орловско-курском направлении способствовали успеху Красной Армии в сражениях на Курской дуге, а наносимые ими бомбовые удары причиняли врагу существенный урон. 17 июня 1943 года 32-й разведывательный авиационный полк был преобразован в 99-й гвардейский отдельный разведывательный авиационный полк. Перед началом Орловской операции Курской битвы экипаж гвардии майора П. И. Гаврилова вскрыл немецкую оборону по рекам Рыбница и Ока, а также непосредственно в городе Орёл, что способствовало прорыву обороны немцев войсками Брянского фронта и последующему освобождению Орла. Всего к августу 1943 года Пётр Иванович совершил 130 боевых вылетов, сбросил 36 тонн бомб, уничтожив и повредив при этом до 20 танков, 10 самолётов на аэродромах, до 100 автомашин с военными грузами и до двух батальонов пехоты. В ходе разведывательных полётов им было сфотографировано 16000 квадратных километров площадей, сброшено 1300000 листовок. В воздушных боях экипаж гвардии майора Гаврилова сбил один самолёт противника (Ме-109). Большое внимание Пётр Иванович уделял и воспитанию молодых пилотов. За 14 месяцев работы в должности командира эскадрильи им было подготовлено к работе 12 новых экипажей. Эскадрилья гвардии майора П. И. Гаврилова совершила 640 боевых вылетов, сфотографировала 50000 квадратных километров площадей, сбросила на позиции противника 218,6 тонн авиабомб, уничтожив до 100 танков, 29 самолётов на аэродромах, 367 автомашин с войсками и грузами, до 15 батарей зенитной артиллерии, 11 складов с боеприпасами, до 20 железнодорожных эшелонов и до 8 батальонов пехоты. Эскадрильей выведено из строя 500 километров железнодорожных путей и 5 железнодорожных узлов. В воздушных боях экипажами эскадрильи было сбито 7 самолётов противника, в том числе 5 Ме-109 и 2 ФВ-190.
2 сентября 1943 года указом Президиума Верховного Совета СССР гвардии майору Петру Ивановичу Гаврилову было присвоено звание Героя Советского Союза.
Осенью 1943 года П. И. Гаврилов участвовал в Брянской операции. 10 октября 1943 года Брянский фронт был переименован в Прибалтийский фронт (с 20 октября 1943 года — 2-й Прибалтийский фронт). В его составе Пётр Иванович участвовал в освобождении северо-западных областей РСФСР и Прибалтики (Ленинградско-Новгородская, Старорусско-Новоржевская, Режицко-Двинская и Рижская наступательные операции). В апреле 1945 года полк, в котором служил гвардии майор Гаврилов, был передан Ленинградскому фронту и участвовал в блокаде курляндской группировки противника. Война для Петра Ивановича закончилась в Латвии после капитуляции группы армий «Курляндия» 14 мая 1945 года.
После войны Пётр Иванович продолжил службу в ВВС СССР. В отставку он вышел в 1956 году в звании подполковника. Жил в городе Краснодаре. 30 июня 1989 года Пётр Иванович скончался. Похоронен на Славянском кладбище в Краснодаре.

## Награды
- Медаль «Золотая Звезда» (02.09.1943)
- Орден Ленина (02.09.1943)
- Орден Красного Знамени — трижды (1939; 19.04.1943; ??)
- Орден Отечественной войны 1 степени — дважды (1943; 1985)
- Орден Красной Звезды (1944?)
- Медали

## Комментарии
1. ↑  Зюйд-Остов Култук[2] ныне является частью города Нефтечала, Азербайджан.

## Документы
- Общедоступный электронный банк документов «Подвиг Народа в Великой Отечественной войне 1941—1945 гг.» Архивировано 13 марта 2012 года. № в базе данных 150006548. Архивировано 25 мая 2012 года., 47332680. Архивировано 25 мая 2012 года., 150273114. Архивировано 25 мая 2012 года., 150272783. Архивировано 25 мая 2012 года.